# Erhöhtes Fleisch und Blut

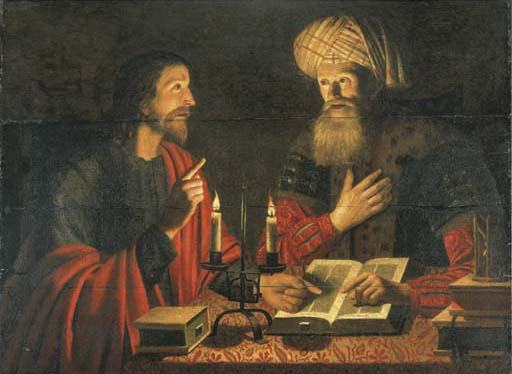
Jésus et Nicodème, Crijn Hendricksz Volmarijn 1601–1645

Erhöhtes Fleisch und Blut (	Chair et Sang suprêmes) (BWV 173) est une cantate religieuse de Johann Sebastian Bach composée à Leipzig en 1724.

## Histoire et livret
Bach composa probablement cette cantate durant sa première année à Leipzig à l'occasion du lundi de Pentecôte et l'inaugura le 29 mai 1724. Pour cette destination liturgique, deux autres cantates ont franchi le seuil de la postérité : les BWV 68 et 174. Elle est basée sur une cantate de félicitation Durchlauchtster Leopold (BWV 173a), composée à Köthenpour le 28e anniversaire du prince Léopold d'Anhalt-Köthen. La musique de la version de 1724 est perdue mais une version de 1727 nous est parvenue. Il est possible que la version de 1724 ait été plus proche de l’œuvre profane que la version existante. Le poète inconnu a écrit des parodies pour six des huit mouvements de la cantate de félicitation, y compris deux récitatifs dans les mouvements 1 et 5. Bach n'utilisa pas les sixième et septième mouvements dans cette cantate religieuse mais le septième pour Er rufet seinen Schafen mit Namen, BWV 175,.
Les lectures prescrites pour ce jour étaient Act. 10 :16-21 et Jean 3 :16-21, la rencontre de Jésus et Nicodème. Le poème est une louange de la grande bonté de Dieu envers les hommes. Seuls les premier et quatrième mouvements se réfèrent à l'Évangile ; la première strophe du quatrième mouvement est une paraphrase proche du début du texte évangélique « Also hat Gott die Welt geliebt ». Cette strophe est devenue le chœur d'ouverture de la cantate Also hat Gott die Welt geliebt, BWV 68, écrite pour la même occasion l'année suivante.

## Structure et instrumentation
La cantate pour ce jour de fête est écrite pour quatre solistes, soprano, alto, ténor, basse, un chœur à quatre voix, deux flûtes traversières, deux violons, alto et basse continue, alors que la cantate profane originelle est écrite seulement pour soprano et basse solistes.
Il y a six mouvements :
1. récitatif (ténor) : Erhöhtes Fleisch und Blut
2. aria (ténor) : Ein geheiligtes Gemüte
3. aria (alto) : Gott will, o ihr Menschenkinder
4. aria (soprano, basse) : So hat Gott die Welt geliebt
5. aria (soprano, ténor) : Unendlichster, den man doch Vater nennt
6. chœur : Rühre, Höchster, unsern Geist

## Musique
Bach a donné le premier mouvement au ténor plutôt qu'à la soprano dans la cantate profane et a considérablement changé la ligne vocale - sans introduire de nouvelle voix cependant - mais écrivit ces changements dans la version originale. Le quatrième mouvement, une paraphrase de la citation de l'Évangile, est un duo qui couvre trois strophes de variations toujours plus riches : la première strophe est en sol majeur pour la basse et les cordes, la deuxième est à la quinte supérieure en ré majeur pour la soprano et flûtes supplémentaires et la dernière strophe, encore une quinte supérieure, est en la majeur pour les deux voix avec plus de figurations. La structure de ce duo est unique dans les cantates de Bach; les variations en clefs ascendantes et l'accroissement des instruments et de la texture musicale, tout contribue à illustrer l’exaltation suggérée par le titre de la cantate. À l'époque du baroque, l'exaltation du noble commanditaire de la cantate profane pouvait être adaptée sans changement à l'exaltation de Dieu. Le chœur final, basé sur un duo comme le huitième mouvement de la cantate BWV 173a, se développe en quatre parties homophoniques.

## Source
- (en) Cet article est partiellement ou en totalité issu de l’article de Wikipédia en anglais intitulé « Erhöhtes Fleisch und Blut, BWV 173 » (voir la liste des auteurs).